# ريناتو كوستا سيلفا
ريناتو كوستا سيلفا (1 مايو 1988 في البرازيل - ) هو لاعب كرة قدم برازيلي في مركز الدفاع. لعب مع أتلتيكو غويانيينسي وAssociação Atlética Aparecidense ‏ وPlácido de Castro Futebol Club ‏ وNovo Horizonte Futebol Clube ‏.

## وصلات خارجية
- ريناتو كوستا سيلفا على موقع Soccerway.com (الإنجليزية)